# جول سيدني
جول سيدني (بالهولندية: Jules Sedney)‏ هو سياسي سورينامي، عضو في الحزب الوطني التقدمي. تولى منصب وزير أول في الفترة الممتدة من 20 نوفمبر 1969 حتى 24 ديسمبر 1973.